# Onthophagus phatoensis
Onthophagus phatoensis là một loài bọ cánh cứng trong họ Bọ hung (Scarabaeidae).